# Julio Palau Lozano
Julio Palau Lozano (Alginet, 1925 - 7 de novembre de 2015) va ser un destacat pilotaire valencià d'Escala i corda conegut com a Juliet d'Alginet. És un dels cinc únics pilotaires que té foto penjada a la Galeria d'Honor del Trinquet de Pelayo (València). Es retirà el 1968, i té quatre fills pilotaires: Salva Palau, Julio, Guillem i Adolfo.
Debutà als 15 anys de la mà del trinqueter del seu poble, el tio Toles (Batiste Toles), on guanyà el 90% de les partides disputades. Les seues primeres eixides foren als trinquets d'Algemesí, Alzira, Guadassuar i Carcaixent, on va veure augmentat el seu prestigi. Amb 20 anys ja era nom destacat als trinquets, i guanyà Quart després d'una igualada a 55 punts.
Va ser un escalater cap de cartell a Pelayo, destacant per la seua col·locació i esperit competitiu, amb els quals suplia un físic esquifit i no gaire fort, i una esquerra minsa. D'ell es deia que la pilota sempre li anava a les mans, i era això justament el que ell procurava evitar als rivals, enviant la pilota al rival més feble o als raconets.
El 1952, l'organització del primer Campionat Nacional d'Escala i Corda li assignà un mitger de poques garanties, motiu pel qual es negà a participar-hi i fou sancionat. El 1960 se li va concedir la medalla al Mèrit Esportiu al trinquet de Pelayo. Justiniano Latorre Rubio li dedicà un pasdoble titulat Juliet (Juliet el pilotari). Ismael Latorre Mendoza és considerat el seu fotògraf. També se li ha dedicat un carrer al seu poble natal i el 1999 va ser nomenat fill predilecte de la vila. Va morir a Alginet el 7 de novembre de 2015, a punt de fer 90 anys.

## Galeria

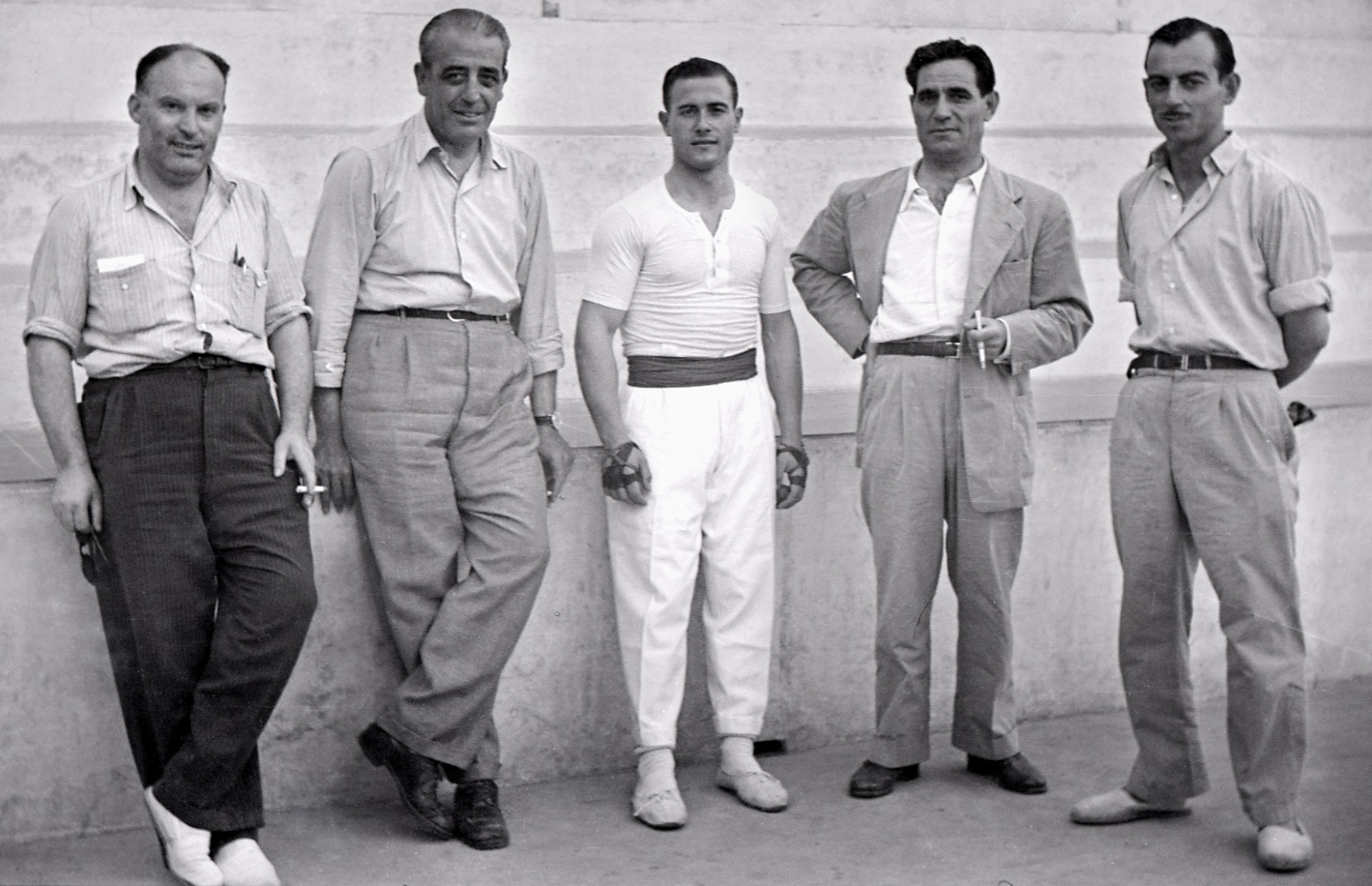
Juliet al trinquet de Carlet amb aficionats, 1.948
- El públic aplaudia quan Juliet entrava a un trinquet. Ací, en l'homenatge a Carboneret de 1984.
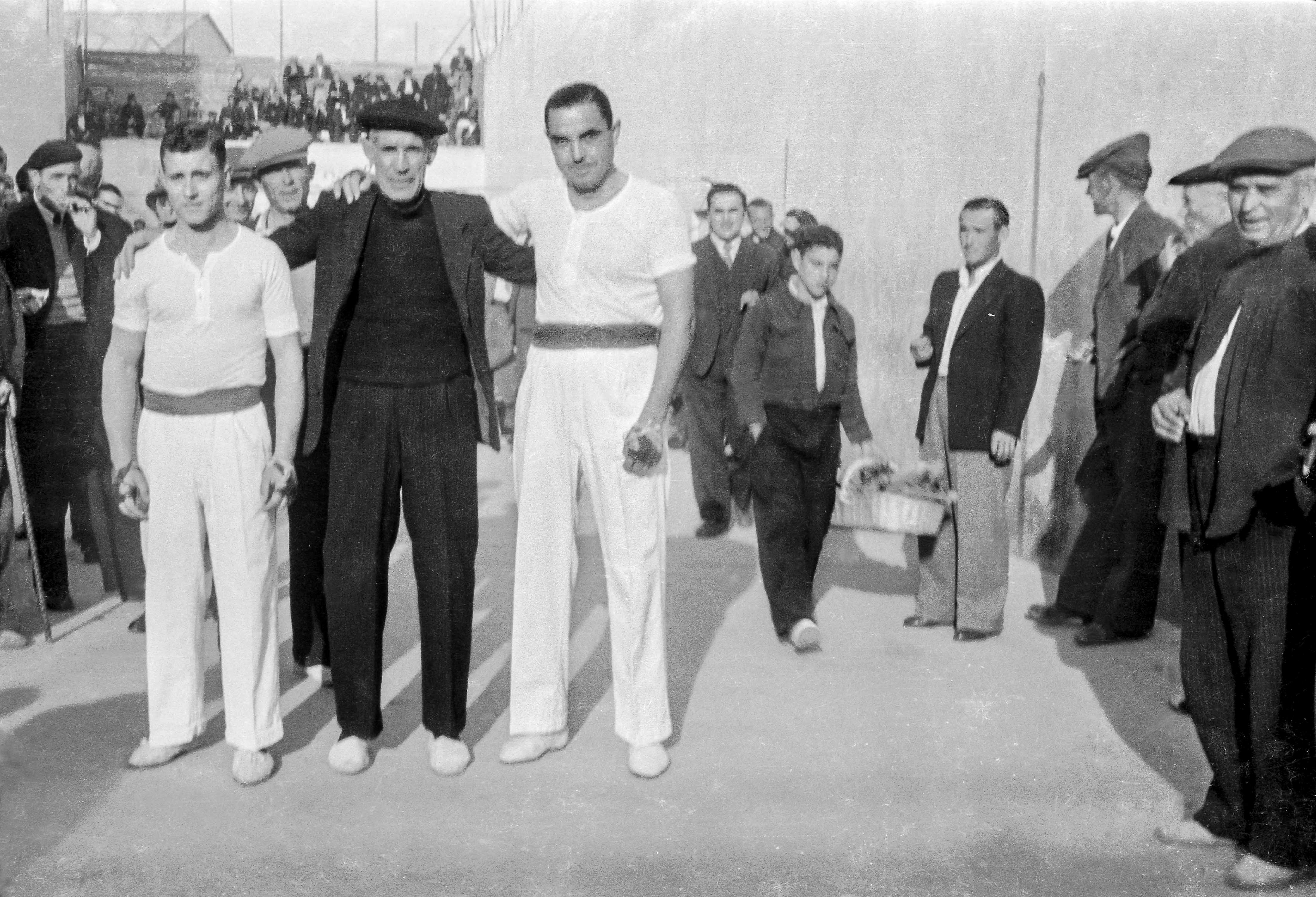
Juliet i Quart amb el Tio Toles.
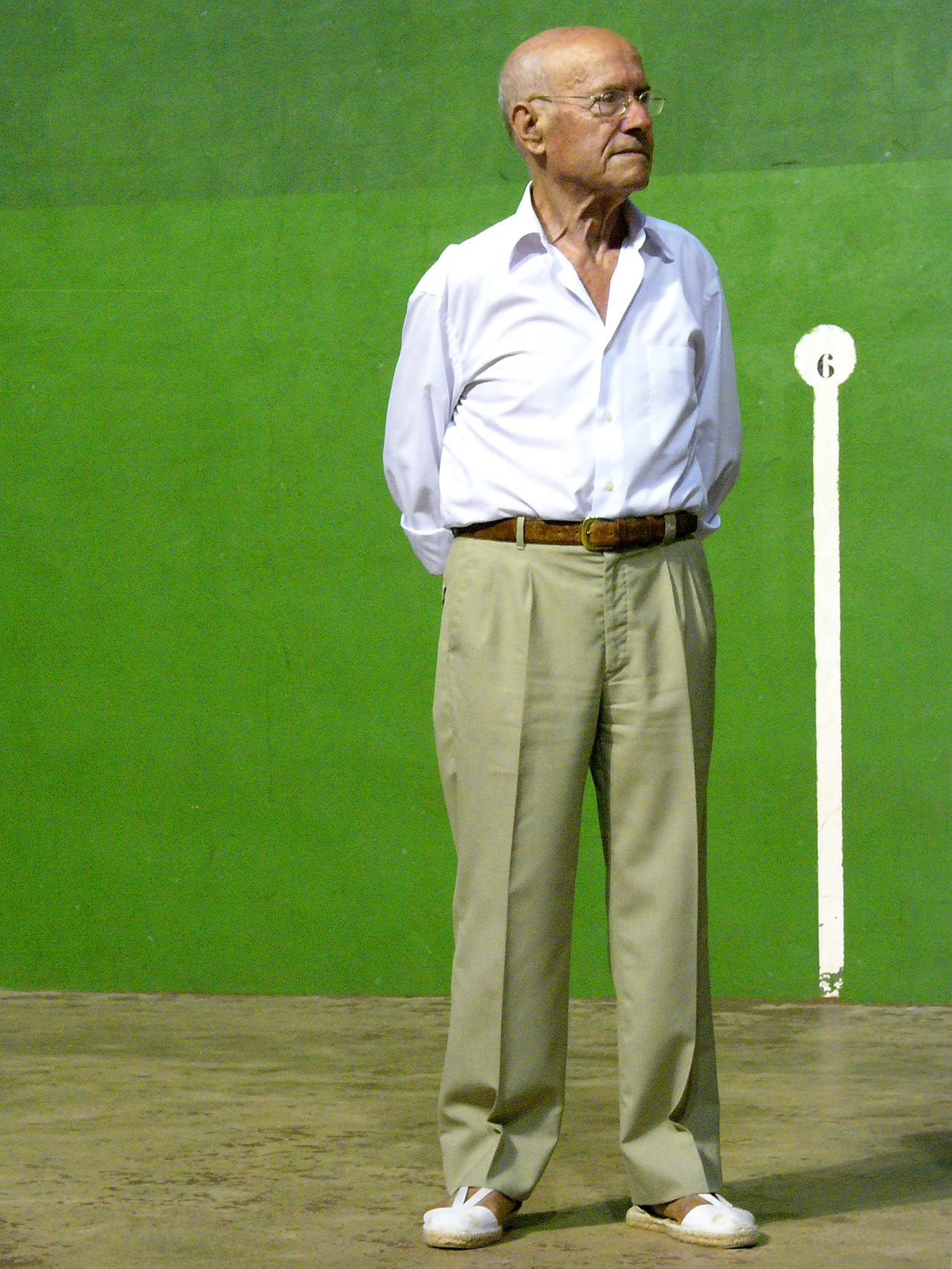
Juliet, amb 84 anys.